# Vassílievka (Petrovka)
|  | Per a altres significats, vegeu «Vassílievka». |

Vassílievka - Васильевка (rus) - és un poble de l'óblast de Bélgorod, a Rússia. El 2010 tenia 79 habitants. Pertany al districte (raion) de Prókhorovka.